# Golden Globe de la meilleure promotion pour l'entente internationale
Meilleure promotion pour l'entente internationale (Promoting International Understanding), est une récompense cinématographique décernée annuellement par la Hollywood Foreign Press Association lors de la cérémonie des Golden Globes à Hollywood, entre 1946 et 1964 (sauf en 1948), afin de récompenser, les films favorisant l'entente internationale durant l'année écoulée.

## Palmarès

### Années 1940
- 1946 : The House I Live In de Mervyn LeRoy
- 1947 : La Dernière Chance (Die letzte Chance) de Leopold Lindtberg
- 1948 : (Pas de récompense)
- 1949 : Les Anges marqués (The Search) de Fred Zinnemann

### Années 1950
- 1950 : Le Dernier Voyage (The Hasty Heart) de Vincent Sherman
  - Monsieur Vincent de Maurice Cloche
- 1951 : La Flèche brisée (Broken Arrow) de Delmer Daves
  - La Ville écartelée (The Big Lift) de George Seaton
  - La Voix que vous allez entendre (The Next Voice You Hear) de William A. Wellman
- 1952 : Le Jour où la Terre s'arrêta (The Day the Earth Stood Still) de Robert Wise
- 1953 : Anything Can Happen de George Seaton
  - Assignment: Paris de Robert Parrish
  - Ivanhoé (Ivanhoe) de Richard Thorpe
- 1954 : Le Petit Garçon perdu (Little Boy Lost) de George Seaton
- 1955 : La Lance brisée (Broken Lance) de Edward Dmytryk
- 1956 : La Colline de l'adieu (Love Is a Many-Splendored Thing) de Henry King
- 1957 : Les Ailes de l'espérance (Battle Hymn) de Douglas Sirk
  - Le Roi et moi (The King and I) de Walter Lang
  - La Petite Maison de thé (The Teahouse of the August Moon) de Daniel Mann
  - Les clameurs se sont tues (The Brave One) de Irving Rapper
  - La Loi du Seigneur (Friendly Persuasion) de William Wyler
- 1958 : La Route joyeuse (The Happy Road) de Gene Kelly
- 1959 : L'Auberge du sixième bonheur (The Inn of The Sixth Happiness) de Mark Robson
  - Le Bal des maudits (The Young lions) de Edward Dmytryk
  - Moi et le colonel (Me and the Colonel) de Peter Glenville
  - La Chaîne (The Defiant Ones) de Stanley Kramer
  - Le Temps d'aimer et le Temps de mourir (A Time to Love and a Time to Die) de Douglas Sirk

### Années 1960
- 1960 : Le Journal d'Anne Frank (The Diary of Anne Frank) de George Stevens
  - Le Dernier Rivage (On the Beach) de Stanley Kramer
  - Take a Giant Step de Philip Leacock
  - Le Coup de l'escalier (Odds Against Tomorrow) de Robert Wise
  - Au risque de se perdre (The Nun's Story) de Fred Zinnemann
- 1961 : Hand in Hand de Philip Leacock
  - Les Conspiratrices (Conspiracy of Hearts) de Ralph Thomas
- 1962 : Le Gentleman en kimono (A Majority of One) de Mervyn LeRoy
  - Pont vers le soleil (Bridge to the Sun) de Étienne Périer
  - Jugement à Nuremberg (Judgment at Nuremberg) de Stanley Kramer
- 1963 : Du silence et des ombres (To Kill a Mockingbird) de Robert Mulligan
  - Le Meilleur Ennemi (The Best of Enemies) de Guy Hamilton
  - Les Internes (The Interns) de David Swift
- 1964 : Le Lys des champs (Lilies of the Field) de Ralph Nelson
  - Papa play-boy (A Global Affair) de Jack Arnold
  - America, America d'Elia Kazan
  - Le Combat du capitaine Newman (Captain Newman, M.D.) de David Miller
  - Le Cardinal (The Cardinal) d'Otto Preminger

## Récompenses et nominations multiples

### Nominations multiples
3 : Stanley Kramer, George Seaton
2 : Edward Dmytryk, Philip Leacock, Mervyn LeRoy, Douglas Sirk, Robert Wise, Fred Zinnemann

### Récompenses multiples
2 / 2 : Mervyn LeRoy
2 / 3 : George Seaton